# Mistrovství Evropy v zápasu řecko-římském 1993
Mistrovství Evropy v zápasu řecko-římském 1993 se konalo v tureckém Istanbulu.

## Výsledky

### Muži
| Kategorie | Zlato              | Stříbro            | Bronz              |
| --------- | ------------------ | ------------------ | ------------------ |
| 48 kg     | Zafar Gulijev      | Nik Zagranichny    | Guela Papashvili   |
| 52 kg     | Natig Ejvazov      | Andri Kalashnykov  | Samvel Danieljan   |
| 57 kg     | Mikael Lindgren    | Ruslan Jakymov     | Marian Sandu       |
| 62 kg     | Sergej Martynov    | Jenő Bódi          | Gueorgui Saskavets |
| 68 kg     | Islam Duguchiyev   | Oleg Tokarev       | Kamandar Madžidov  |
| 74 kg     | Beslan Tsjaguiyev  | Əsəd Əliyev        | Stoyan Stoyanov    |
| 82 kg     | Thomas Zander      | Hamza Yerlikaya    | Murat Kardanov     |
| 90 kg     | Jörgen Olsson      | Ali Molov          | Hakkı Başar        |
| 100 kg    | Sergej Děmjaškevič | Ibraguim Shovjalov | Tenguiz Tedoradze  |
| 130 kg    | Alexandr Karelin   | Petro Kotok        | Sergej Murejko     |